# 1838 aux États-Unis
Pour des articles plus généraux, voir Chronologie des États-Unis et 1838.
Chronologie des États-Unis
- 1834
- 1835
- 1836
- 1837
- 1838
- 1839
- 1840
- 1841
- 1842

Cette page concerne des événements d'actualité qui se sont produits durant l'année 1838 du calendrier grégorien aux États-Unis.

## Gouvernement
- Président : Martin Van Buren Démocrate
- Vice-président : Richard Mentor Johnson Démocrate
- Secrétaire d'État : John Forsyth
- Chambre des représentants - Président :  James Polk Démocrate

## Événements
- 6 janvier : la première démonstration publique du télégraphe est effectuée par Samuel Morse et Alfred Vail à travers 3 kilomètres de fil dans la ferronnerie de Speedwell près de Morristown (New Jersey). Le message était "A patient waiter is no loser."
- 26 janvier : le Tennessee adopte la première loi de prohibition contre l’alcool aux États-Unis[1].
- Mars : le philosophe Ralph Waldo Emerson proteste par une lettre envoyée au président Martin Van Buren contre le traité de New Echota.
- 8 mars : les opérations à l'Hôtel de la Monnaie de La Nouvelle-Orléans commence. Les premières monnaies, 30 dimes, sont produites le 7 mai 1838.
- 18 mai : l'échéance du traité de New Echota étant arrivée, le général Winfried Scott commence à faire rassembler les Cherokees dans 31 forts, avec uniquement les vêtements qu'ils portaient.
- 26 mai : des planteurs du Sud des États-Unis, sous l’égide d’Andrew Jackson, obtiennent légalement le déplacement de 17 000 Cherokees, qui malgré l’opposition de la Cour suprême seront parqués dans des camps de concentration et envoyés à pied de Géorgie en Oklahoma durant l’hiver (décembre). Quatre mille d’entre eux périssent (piste des Larmes)[2]. Choctaw, Creek et Chickasaw ont déjà subi le même sort. Les Séminoles résistent plus longtemps dans les marais de Floride.
- Juin- septembre, traité de New Echota : environ 3 000 Cherokees font route par voie fluviale à partir de juin, et arrivent jusqu'en septembre dans le Territoire indien.

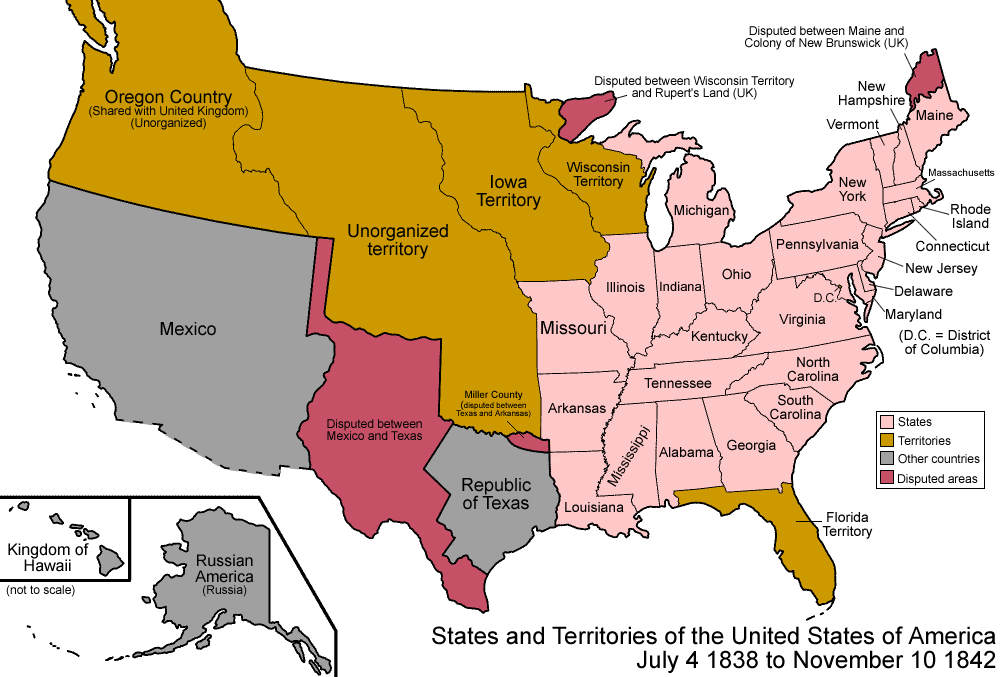
4 juillet 1838 - 10 novembre 1842

- 4 juillet : le Territoire de l'Iowa est détaché du Territoire du Wisconsin ; il est formé de l'actuel Iowa, de l'ouest du Minnesota et de l'est du Dakota du Nord et du Dakota du Sud, laissant le Territoire du Wisconsin avec le nord-est du Minnesota et le Wisconsin[3].
- 7 juillet : un acte du Congrès des États-Unis indique officiellement tous les chemins de fer aux États-Unis comme itinéraires postaux[4].
- Fin juillet, traité de New Echota : les Cherokees rassemblés à partir du 18 mai 1838 sont répartis dans onze camps prévus à cet effet (10 au Tennessee, un en Alabama).
- 18 août : le marin et explorateur américain Charles Wilkes conduit une expédition de l'US Navy en Antarctique[5].
- 16 octobre, traité de New Echota : départ des Cherokees restant par les chemins. Ils parcourent 1 750 km, atteignent le Mississippi en novembre, mais les 5 000 derniers restent bloqués sur la rive est tout l'hiver. Les premiers groupes arrivèrent en janvier à Fort Gibson.
- Fondation de l'Université Duke à Durham (Caroline du Nord).

#### Articles généraux
- Histoire des États-Unis de 1776 à 1865
- Évolution territoriale des États-Unis
- Piste des Larmes
- Seconde Guerre séminole